# Marcos Senesi
Marcos Nicolás Senesi Barón (Concordia, 10 de Maio de 1997) é um futebolista argentino que atua como zagueiro. Atualmente defende o Bournemouth.

## Carreira

### San Lorenzo
Senesi é um jovem jogador da base do San Lorenzo, que subiu para o time principal em 2016.[carece de fontes?] Senesi fez sua estreia pelo San Lorenzo em 25 de setembro de 2016 como titular na partida da Primera División Argentina contra o Club Atlético Patronato. Em 16 de setembro de 2017, ele marcou seu primeiro e único gol pelo clube em uma vitória por 1–0 contra o Arsenal de Sarandí.

### Feyenoord
Em 2 de setembro de 2019, Senesi assinou um contrato de quatro anos com o clube de futebol holandês Feyenoord. Sua estreia aconteceu em 22 de Setembro de 2019, no empate de 3-3 contra o FC Emmen. Ele substituiu Edgar Ié aos 46 minutos. Em 10 de novembro de 2019, ele marcou seu primeiro gol pelo clube, o gol da vitória por 3-2 contra o RKC Waalwijk, cabeceando uma cobrança de falta aos 85 minutos.
Terminou sua passagem pelo Feyenoord com 116 partidas, 9 gols e 7 assistências.[carece de fontes?]

### Bournemouth
Em 8 de agosto de 2022, Senesi foi transferido para o clube da Premier League Bournemouth em um contrato de quatro anos por uma taxa não revelada.

## Carreira internacional
Nascido na Argentina, Senesi é descendente de italianos. Ele foi convocado para as seleções da Itália e da Argentina, que se enfrentariam na Finalissima de 2022, em junho de 2022. Ele escolheu representar a seleção argentina e fez sua estreia em 5 de junho de 2022 em uma partida amistosa contra a seleção da Estônia.

## Títulos

#### Argentina
- Copa dos Campeões da CONMEBOL–UEFA: 2022[carece de fontes?]